# یلیمبتوو
یلیمبتوو (به لاتین: Yelimbetovo) یک منطقهٔ مسکونی در روسیه است که در باشقیرستان واقع شده‌است.